# THE SUSPECT ORIGINAL MOTION PICTURE SOUNDTRACK
『THE SUSPECT ORIGINAL MOTION PICTURE SOUNDTRACK』（ザ サスペクト オリジナル モーション ピクチャー サウンドトラック）とは『踊る大捜査線』のスピンオフ映画『容疑者 室井慎次』のオリジナル・サウンドトラック。2005年8月24日に発売された。

## 解説
本サウンドトラックは『交渉人 真下正義』と同様に踊る大捜査線シリーズのRHYTHM AND POLICEシリーズの流れを汲んでおり、ジャケットにも略称である[R.A.P.]とSUSPECTの[S.S.P.]の文字が並んでいる。

## 収録曲
1. THE BRAVE~The theme of the suspect Shinji Muroi
2. Foreshadow
3. 一触即発
4. G-Groove ~unplugged MIX
5. HAIJIMAX
6. THE SUSPECT
7. Silence And Fearness
8. The light of reminiscence
9. G-Groove~original track from F.F.S.S.
10. Our Dignity
11. THE BRAVE(Reprise)
12. End Credit

作曲、編曲は松本晃彦